# Challenger de Drummondville 2022
Il Challenger de Drummondville 2022 è stato un torneo maschile tennis professionistico. È stata la 15ª edizione del torneo, facente parte della categoria Challenger 80 nell'ambito dell'ATP Challenger Tour 2022, con un montepremi di 53 120 $. Si è svolto dal 14 al 20 novembre 2022 sui campi in cemento indoor del Tennis intérieur René-Verrier di Drummondville, in Canada.

## Partecipanti

### Teste di serie
| Nazionalità | Giocatore           | Ranking* | Testa di serie |
| ----------- | ------------------- | -------- | -------------- |
| Ecuador     | Emilio Gómez        | 107      | 1              |
| Stati Uniti | Michael Mmoh        | 115      | 2              |
| Canada      | Vasek Pospisil      | 118      | 3              |
| Argentina   | Juan Pablo Ficovich | 140      | 4              |
| Francia     | Enzo Couacaud       | 183      | 5              |
| Francia     | Antoine Escoffier   | 216      | 6              |
| Canada      | Alexis Galarneau    | 222      | 7              |
| Canada      | Gabriel Diallo      | 248      | 8              |

* Ranking al 7 novembre 2022.

### Altri partecipanti
I seguenti giocatori hanno ricevuto una wild card per il tabellone principale:
- Taha Baadi
- Justin Boulais
- Marko Stakusic

Il seguente giocatore è entrato in tabellone con il ranking protetto:
- Julian Ocleppo

Il seguente giocatore è entrato in tabellone con il ranking protetto:
- Malek Jaziri

I seguenti giocatori sono passati dalle qualificazioni:
- Max Hans Rehberg
- Kai Wehnelt
- Joshua Lapadat
- Maks Kaśnikowski
- Liam Draxl
- Roy Smith

I seguenti giocatori sono entrati in tabellone come lucky loser:
- Constantin Frantzen
- Roko Horvat

## Campioni

### Singolare
Vasek Pospisil ha sconfitto in finale  Michael Mmoh con il punteggio di 7–6(5), 4–6, 6–4.

### Doppio
Julian Cash /  Henry Patten hanno sconfitto in finale  Arthur Fery /  Giles Hussey con il punteggio di 6–3, 6–3.